# Trae Golden
Robert Wilson Golden, detto Trae (Powder Springs, 9 marzo 1991), è un cestista statunitense, professionista in Europa.

## Carriera
La carriera universitaria di Trae Golden inizia nel 2010 nei Tennessee Volunteers in cui rimane tre stagioni, facendo registrare medie di 9,7 punti, 3,6 assist e 2,4 rimbalzi in 96 partite complessive. Nel 2013, per il suo anno da senior, si trasferisce alla Georgia Tech, dove gioca con medie leggermente più alte di quelle degli anni precedenti (13.3 punti, 3,1 assist e 2,6 rimbalzi). Dichiaratosi eleggibile per il Draft NBA 2014, non viene scelto da nessuna franchigia, così decide di sbarcare in Europa. 

Per la stagione 2014-15 firma, così, per il Lapuan Korikobrat, squadra che milita nella Korisliiga, massima serie finlandese, scendendo in campo tuttavia solo per due partite, segnando complessivamente 22 punti. La stagione successiva lo vede tra le file dell'ETHA Engomis nella Division 1, dove in 18 presenze viaggia a 22,1 punti a partita, con il 49,1% dal campo, più 7 assist e 4,6 rimbalzi, a cui si aggiungono 8 presenze (16,1 punti di media) in FIBA Europe Cup. Il 19 luglio 2016 firma per la Pallacanestro Chieti nella Serie A2 italiana, girone Est. Il 30 aprile 2017 in gara 1 dei play out salvezza contro la Viola Reggio Calabria segna 50 punti, senza però riuscire ad evitare la sconfitta della sua squadra all'overtime per 93-95. Il 9 luglio viene tesserato dal Le Portel. Conclude la stagione con ottime cifre (16,4 punti e 4,9 assist di media) e l'11 giugno 2018 firma un annuale con opzione per l'anno successivo con l'Avtodor Saratov, in Russia. Chiude l'annata con più di 17 punti e 7 assist di media e l'11 luglio 2019 si trasferisce in Turchia dove firma per il Bahçeşehir Koleji.